# 札儿赤兀歹
札儿赤兀歹（?—?），蒙古兀良合惕氏人。者勒蔑的父亲，清代译为札爾楚泰。
札儿赤兀歹本来是个铁匠，铁木真刚刚娶了孛儿帖之后，札儿赤兀歹背着鼓风囊（窟兀儿格），领着他的儿子者勒蔑，来见铁木真说：“你铁木真在斡难河边的迭里温·孛勒答黑山出生时，我曾给过一个裹幼儿用的貂皮襁褓。我也曾想把我这个儿子者勒蔑给你，但因为还小，就带回去了。如今让者勒蔑为你备马鞍、开门户吧。”说着，就把者勒蔑留给了铁木真。者勒蔑还有一个弟弟察兀儿罕，后来也归附了铁木真。关于速不台，《蒙古秘史》上说者勒蔑的弟弟（迭兀）察兀儿罕、速不台，此处“弟弟”原文为“迭兀”是单数形，研究者认为察兀儿罕为者勒蔑的弟弟（同父弟或族弟），而速不台并非者勒蔑的弟弟。